# Artia brachycarpa
Artia brachycarpa là một loài thực vật có hoa trong họ La bố ma. Loài này được (Baill.) Boiteau mô tả khoa học đầu tiên năm 1981.